# Newton-metro
Newton-metro ou newton metro (sem hífen) é a unidade de momento do Sistema Internacional de Unidades. Sua unidade é representada por N m.
É uma unidade derivada do SI correspondendo ao torque provocado por uma força de um newton exercida a uma distância de um metro do ponto de rotação.
Expressa em unidades base do SI corresponde a (m²⋅kg)/s²
Apesar de o newton metro ser dimensionalmente equivalente a um joule (a unidade do Sistema Internacional de energia para trabalho), esta é uma grandeza escalar, enquanto o momento de uma força é definido como um produto vetorial sendo, portanto, uma grandeza vetorial.